# I・DE・A
『I・DÉ・A』（イデア）は、日本のシンガーソングライターである氷室京介の7作目のオリジナル・アルバム。 
1997年12月10日にポリドール・レコードのBeatNixレーベルからリリースされた。前作『MISSING PIECE』（1996年）以来1年3か月ぶりにリリースされた作品であり、作詞は松井五郎および松本隆、作曲は氷室およびスティーヴ・スティーヴンス、編曲はスティーヴンスおよび佐久間正英が担当し、氷室としては初の単独セルフプロデュースとなっている。
レコーディングは一部を除いてほぼ全てアメリカ合衆国にて行われ、ギタリストのスティーヴンスが編曲も担当、レコーディング・エンジニアはニール・ドーフスマン、マスタリング・エンジニアはテッド・ジャンセンが担当している。アメリカへと移住してロサンゼルスを活動拠点とし、憧れのギタリストであったスティーヴンスの協力を得て制作された本作を氷室は「究極の氷室京介の音楽」と述べている。
本作からは先行シングルとして日本テレビ系テレビドラマ『せいぎのみかた』（1997年）のエンディングテーマとして使用された「NATIVE STRANGER」、ダイドードリンコ「ダイドーブレンドコーヒー」のコマーシャルソングとして使用された「HEAT」がシングルカットされた。本作はオリコンアルバムチャートにおいて最高位第1位を獲得、売り上げ枚数は40万枚を超えたため日本レコード協会からプラチナ認定を受けている。

## 背景
4枚目のスタジオ・アルバム『Memories Of Blue』（1993年）がミリオンセラーを記録したことを受けて、氷室は自身が著名な存在になるに連れて世間一般で当然とされる事が出来なくなっている事に危機感を覚え始めていた。また、氷室は周囲のスタッフにあらゆる事を依存してしまっている事やミュージシャンの「氷室京介」として活動している時間が多くなり、一個人としての生活に支障をきたしてしまっている事などに不安感を覚えていた。
その後、11枚目のシングル「魂を抱いてくれ」（1995年）のPV撮影でネバダ州を訪れた氷室は、現地にて低賃金で働いているスタッフがいずれはディレクターとして活動する事を夢見ながら汗だくで仕事をこなしている姿を見て、成功を収め幸福な位置にいるはずの自分が虚しさを感じている事と比較した結果、全てをリセットする時期であると判断する事となった。5枚目のアルバム『MISSING PIECE』（1996年）は当初日本国内でレコーディングされていたが、前述の決断によって途中からロサンゼルスへと拠点を移し、アメリカ合衆国でのレコーディングに変更される事となった。氷室はその後アメリカへの移住を決意し、家族と共にアメリカで生活を始める事となった。

## 録音、音楽性
本作のレコーディングは、一部を佐久間正英が所有するドッグハウス・スタジオにて行われた以外は全てアメリカにて行われた。アメリカへと移住したばかりであった氷室は、日本とは180度異なる環境に身を置く事になり、参加ミュージシャンへの連絡やスケジュール管理、スタジオ・ワークなど全てを自身で行う事となった。本作収録曲の編曲はほぼ全てギタリストのスティーヴ・スティーヴンスが行っている。スティーヴンスはビリー・アイドルやマイケル・モンロー、マイケル・ジャクソンやジュノ・リアクターとの共演などで知られていた。アメリカでの活動を始めた際に最も幸運であった事はスティーヴンスが近しい距離にいた事であると氷室は述べ、生活のほぼ100%をミュージシャンとして過ごしているスティーヴンスとは連携が取りやすかったとも述べた。また、スティーヴンスとの楽曲作りは「音楽の楽しさをもう一度思い出させてくれた」と氷室は述べている。
氷室はスティーヴンスをスーパーギタリストであると認識していたが、アレンジ能力が高い事に驚愕したという。氷室はスティーヴンスの事を「ミュージシャン」ではなく「アーティスト」であると称賛し、本作が「音楽のことだけしかできない自分が、音楽のことだけにしかフォーカスしていないアーティストと作り上げた最初のアルバム」であると述べ、「新しい一歩として非常に自分の中で大きな意味を持っています」と述べた他、「究極の氷室京介」を体現したアルバムであるとも述べている。収録曲の「堕天使」に関してディレクターの臼井克幸は、同作が日本人が作るバラードとは異なるイメージがあると述べ、洋楽のバラードの感覚が強い作品であると述べている。また、臼井はロサンゼルスに移住した結果が同作に現れているとも述べている。アルバムタイトルに冠しては、ソロ活動を始めて間もない頃に「本当に恥ずかしくない作品に近づけたとき、『I・DE・A』か『KYOSUKE HIMURO』というタイトルにしようと思っていた」と氷室が述べており、本作にて適用される事となった。

## 楽曲
1. 「RE-BORN」
シングル「HEAT」のカップリング曲。本作ではアウトロが次曲と繋がっている。
2. 「SWEET MOTION」
イントロが前曲と繋がっている。
3. 「FLOWER DIMENSION」
4. 「堕天使」
5. 「NATIVE STRANGER」
15枚目のシングル曲であるが、本作にはアルバム・バージョンとして収録されている。詳細は「NATIVE STRANGER」の項を参照。
6. 「LOST WEEKEND」
7. 「NO MORE FICTION」
8. 「DRIVE」
シングル「NATIVE STRANGER」のカップリング曲。
9. 「HEAT」
16枚目のシングル曲であるが、本作にはアルバム・バージョンとして収録されている。詳細は「HEAT」の項を参照。
10. 「DISTANCE」

## リリース、プロモーション、批評、チャート成績
| 専門評論家によるレビュー | 専門評論家によるレビュー |
| レビュー・スコア         | レビュー・スコア         |
| 出典                     | 評価                     |
| ------------------------ | ------------------------ |
| CDジャーナル             | 肯定的                   |

本作は1997年12月10日にポリドール・レコードからコンパクトディスクにてリリースされ、初回限定版はデジパック仕様となっていた。流通の殆どが初回限定盤であるが、全国で100枚しか製造されていない通常盤も存在する。本作からは先行シングルとして同年6月4日に日本テレビ系テレビドラマ『せいぎのみかた』（1997年）のエンディングテーマとして使用された「NATIVE STRANGER」が、10月29日にダイドードリンコ「ダイドーブレンドコーヒー」のコマーシャルソングとして使用された「HEAT」がそれぞれシングルカットされた。
シングルカットされた2曲はそれぞれミュージック・ビデオが制作されている。ビデオに関して臼井は、当時は時間を費やして映画のようなミュージック・ビデオを制作する事が良質なプロモーションであるという風潮があったと述べ、またアメリカにおいては良質なミュージック・ビデオを制作しないとヒットしない風潮があったとも述べている。臼井は多額の予算を投じた映画のようなミュージック・ビデオを制作した第一人者が氷室ではないかと推測している。また、「HEAT」をシングルA面とした事に関しては、現地のミュージシャンからは何故「RE-BORN」をA面にしないのかという意見も出された。
音楽情報サイト『CDジャーナル』では、「奥深く男の色気を感じさせる楽曲ばかりが並ぶ」と評された他、スティーヴンスが参加した事により、以前よりもダイナミックなロックサウンドを追求した事が収録曲の随所から見られると述べた上で、「クールさだけじゃない、熱気ほとばしる氷室がここには生きている」と肯定的に評価した。
本作はオリコンアルバムチャートにおいて最高位第1位を獲得、登場回数は10回で売り上げ枚数は34.2万枚となった。しかし後にベスト・アルバム『20th Anniversary ALL SINGLES COMPLETE BEST JUST MOVIN' ON 〜ALL THE-S-HIT〜』（2008年）が第1位を獲得するまで、本作以降10年半に亘って同チャートでの第1位獲得は途絶える事となった。また同作が第1位を獲得した事でアルバムでの第1位獲得数が10作となり、グループ出身のソロアーティストとしては山下達郎の9作を上回ったため歴代単独第1位となった。

## 収録曲
- CDブックレットに記載されたクレジットを参照[14]。

| #         | タイトル             | 作詞               | 作曲                                       | 編曲                       | 時間  |
| --------- | -------------------- | ------------------ | ------------------------------------------ | -------------------------- | ----- |
| 1.        | 「RE-BORN」          | 松井五郎           | 氷室京介                                   | スティーヴ・スティーヴンス | 4:29  |
| 2.        | 「SWEET MOTION」     | 松井五郎           | スティーヴ・スティーヴンス、ドニー・ヴィー | スティーヴ・スティーヴンス | 5:17  |
| 3.        | 「FLOWER DIMENSION」 | 松井五郎           | 氷室京介                                   | スティーヴ・スティーヴンス | 7:00  |
| 4.        | 「堕天使」           | 松本隆             | 氷室京介                                   | スティーヴ・スティーヴンス | 5:49  |
| 5.        | 「NATIVE STRANGER」  | 松井五郎           | 氷室京介                                   | 佐久間正英                 | 4:16  |
| 6.        | 「LOST WEEKEND」     | 松井五郎           | 氷室京介、スティーヴ・スティーヴンス       | スティーヴ・スティーヴンス | 4:36  |
| 7.        | 「NO MORE FICTION」  | 氷室京介           | 氷室京介、スティーヴ・スティーヴンス       | スティーヴ・スティーヴンス | 3:54  |
| 8.        | 「DRIVE」            | 松井五郎           | 氷室京介                                   | 佐久間正英                 | 3:39  |
| 9.        | 「HEAT」             | 松井五郎           | 氷室京介                                   | スティーヴ・スティーヴンス | 5:02  |
| 10.       | 「DISTANCE」         | 氷室京介、松井五郎 | 氷室京介                                   | スティーヴ・スティーヴンス | 5:36  |
| 合計時間: | 合計時間:            | 合計時間:          | 合計時間:                                  | 合計時間:                  | 49:38 |

## スタッフ・クレジット
- CDブックレットに記載されたクレジットを参照[15]。

### 参加ミュージシャン
- スティーヴ・スティーヴンス – ギター（8曲目以外）、ベース（5, 8曲目以外）、キーボード&プログラミング（5 - 8, 10曲目以外）
- 佐久間正英 – ベース、ギター、キーボード&プログラミング（5, 8曲目のみ）
- フラン・バニッシュ – ギター（10曲目のみ）
- マーク・シュルマン（英語版） – ドラムス&パーカッション（5, 8曲目のみ）
- カート・ビスケラ（英語版） – ドラムス（5, 8曲目のみ）
- ジェイミー・ミュホベラック（英語版） – キーボード&プログラミング（1 - 4, 10曲目のみ）
- デヴィッド・キャンベル – ストリングス・アレンジメント（3, 4曲目のみ）
- グレッグ・アダムス – ホーン・アレンジメント、トランペット、フリューゲルホルン（1曲目のみ）
- チャック・フィンドリー – トランペット、フリューゲルホルン（1曲目のみ）
- ゲイリー・ハービッグ – テナー&バリトンサクソフォーン&アルトフルート（1曲目のみ）
- ブランドン・フィールズ（英語版） – アルト&テナーサクソフォーン（1曲目のみ）
- マット・ファインダーズ（英語版） – トロンボーン（1曲目のみ）
- カシム・スルトン（英語版） – バックグラウンドボーカル（2, 3曲目のみ）
- グレン・バートニック（英語版） – バックグラウンドボーカル（2, 3曲目のみ）
- ロリー・ドッド（英語版） – バックグラウンドボーカル（2, 3曲目のみ）

### 録音スタッフ
- 氷室京介 – エグゼクティブ・プロデューサー、プロデューサー
- ニール・ドーフスマン（英語版） – レコーディング・エンジニア、ミックス・エンジニア
- ヒロ鈴木 (BeatNix) – エグゼクティブ・プロデューサー
- Algernon – プロダクション・スーパーバイザー
- テッド・ジェンセン – マスタリング・エンジニア
- 竹村彩（アバタースタジオ） – 追加エンジニア、アシスタント・エンジニア
- トニー“ヘクター”ランボー（アンドラスタジオ） – 追加エンジニア、アシスタント・エンジニア
- 河野英之 (y.f.v Studio) – 追加エンジニア
- ロジャー・"Nabe"・ソメールス（ロイヤルトーンスタジオ） – アシスタント・エンジニア
- マイク・バウムガルトナー（A&Mスタジオ） – アシスタント・エンジニア

### 美術スタッフ
- 半田也寸志 – 写真撮影
- 石井寛（博報堂） – アートディレクター
- 原田佳和（トーキョー鉄腕事務所） – デザイナー
- Moji Sangi – スタイリスト
- 杉山よしお (CLIP) – ヘアー&メイク・アップ
- かめだしの – 写真撮影助手
- 加藤敏明（博報堂） – アートワーク・マネージャー
- 堀内一成（博報堂） – アートワーク・マネージャー
- おきもとりょう（東北新社フィルムコーポレーション） – シューティング・コーディネーター
- Cente Service Corporation – シューティング・コーディネーター
- 芳賀祐美（ポリグラムK.K.） – プロセス・コーディネーター

### 制作スタッフ
- 宮野真一（ユイ音楽工房、BeatNix） – A&Rディレクター
- 臼井克幸（ポリドールK.K.） – A&Rスーパーバイザー
- しみずたかお（ポリドールK.K.） – A&Rコーディネーター
- 土屋浩（ユイ音楽工房、BeatNix） – プロモーション・スーパーバイザー
- 余越直（ポリドールK.K.） – プロモーション・ディレクター
- あおやぎひろし（ポリドールK.K.） – マーケティング・ディレクター
- 内田宣政（ポリドールK.K.） – A&Rマネージャー
- 高橋裕二（ポリドールK.K.） – プロモーション・マネージャー
- 渡辺潤（ポリドールK.K.） – プロモーション・マネージャー
- 渋谷高行（ユイ音楽工房、BeatNix） – ゼネラル・スーパーバイザー
- ただじゅんじ（ポリドールK.K.） – ゼネラル・スーパーバイザー
- 後藤由多加 (BeatNix) – ゼネラルマネージャー
- 石坂敬一（ポリグラムK.K.） – ゼネラルマネージャー
- 折田育造（ポリドールK.K.） – ゼネラルマネージャー

## チャート、認定
| チャート         | 最高順位 | 登場週数 | 売上数   | 出典  |
| ---------------- | -------- | -------- | -------- | ----- |
| 日本（オリコン） | 1位      | 10回     | 34.2万枚 | [ 2 ] |

| 国/地域 | 認定組織         | 日付       | 認定             | 売上数   | 出典  |
| ------- | ---------------- | ---------- | ---------------- | -------- | ----- |
| 日本    | 日本レコード協会 | 1997年12月 | ダブル・プラチナ | 400,000+ | [ 3 ] |